# Ruský státní vojenský archiv

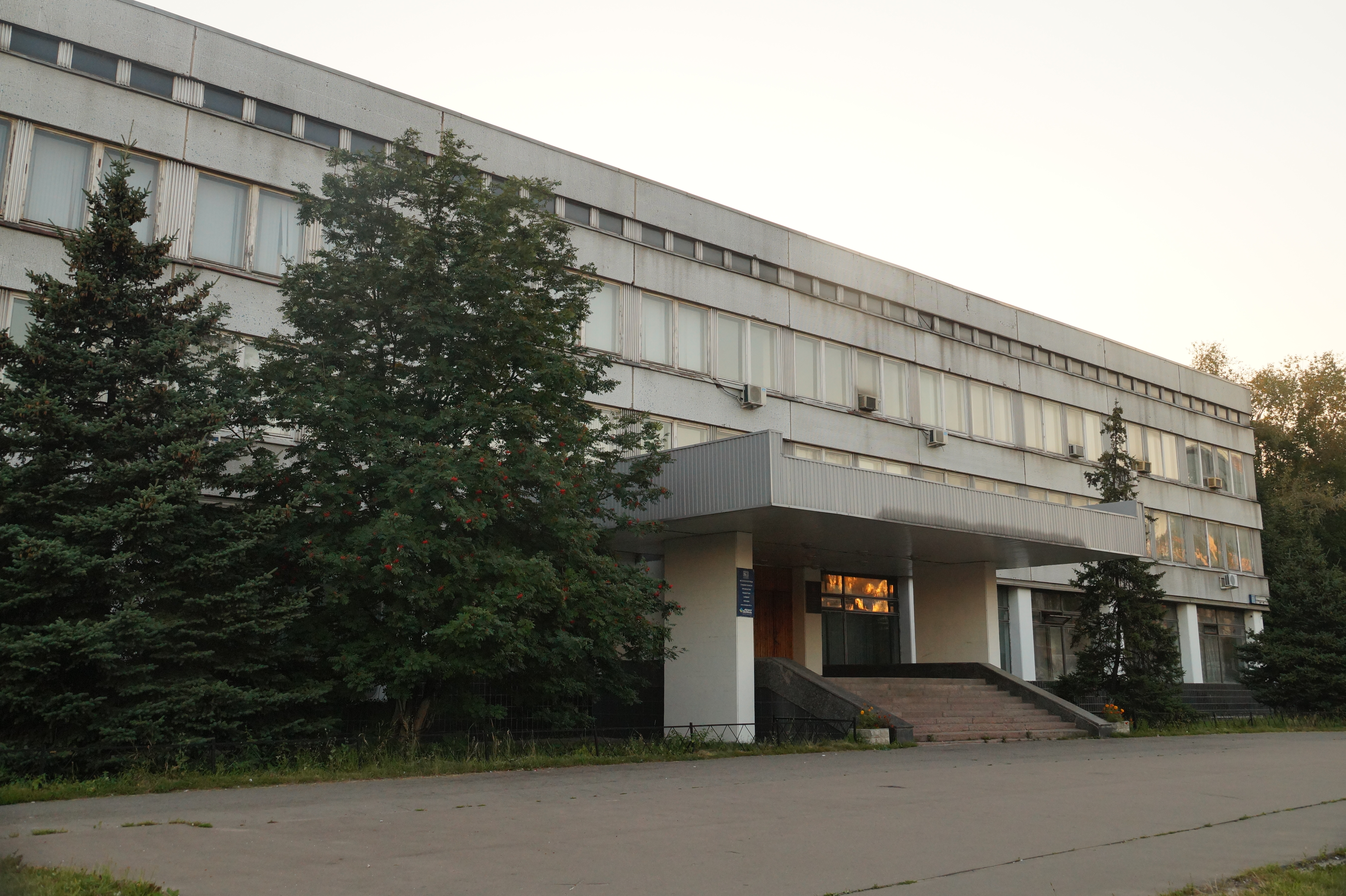
Ruský státní vojenský archiv, budova v ulici Admirala Makarova

Ruský státní vojenský archiv (RGVA, rusky Российский государственный военный архив, РГВА) je ruský federální archiv specializovaný na vojenskou historii Ruské federace. Sídlí ve dvou sousedících budovách v Moskvě na ulicích Admirala Makarova a Vyborgskaja. Vznikl roku 1920 po první světové válce pro sledování historie Rudé armády (1918–1940) podobně jako vojsk NKVD a ruského ministerstva vnitra (1917–2001). Archiv je přístupný veřejnosti od roku 1990.

## Charakteristika fondů

### Budova na ulici Admirala Makarova
Na adrese Admirala Makarova 29 se nachází hlavní budova, kde jsou uloženy zejména materiály dokumentující činnost sovětských vojsk. 

### Budova na ulici Vyborgskaja
Na adrese Vyborgskaja 3, korpus 1 se nachází dříve samostatný Zvláštní archiv (Особый архив) SSSR založený roku 1946 a do Ruského státního vojenského archivu začleněný roku 1999. Vznikl pro potřeby skladování materiálu přivezeného sovětskými vojsky ze zahraničí během druhé světové války (vesměs jako kořisti a trofeje). Jsou zde uloženy jako oficiální dokumenty Třetí říše, dokumenty dalších evropských států (Polsko, Belgie, Rakousko, Francie a další), které byly před tím ukořistěny nacisty.